# 強壯紅點鮭
強壯紅點鮭（学名：Salvelinus confluentus），又称牛鳟（英語：bull trout），為輻鰭魚綱鮭形目鲑科红点鲑属的其中一種，目前被IUCN列為次級保育類動物。

## 分布
本魚分布於北美洲加拿大及美國。

## 特徵
本魚體延長，體背部深灰褐色，體側淡灰色，腹部白色，體被圓鱗，側線明顯，體上部布滿淡橘紅色圓斑，尾鰭略凹呈褐色，其餘各魚鰭灰白色，體長可達103公分。

## 生態
本魚棲息在溶氧量高的淡水溪流中，屬肉食性，很少洄游河川。

## 經濟利用
為食用魚及游釣魚類，因過度漁撈及外來種入侵，造成族群減少。